# Felix Ectors
Felix Maximilien Ectors (Aarschot, 4 juli 1840 - Brussel, 13 april 1918) was een Belgisch senator.

## Levensloop
Ectors werd gegradueerde in de letteren. Hij werd ook kandidaat-notaris en werd in 1872 notaris in Brussel. Hij trouwde met Jeanne Marie Bruyninckx. Hun twee zoons werden later allebei notaris. 
Een van die zoons was Jacques-Alfred Ectors (1869-1931), die trouwde met  Clotilde Van Hoorde. Hun dochter Germaine Ectors (1894-1970) trouwde met luitenant-generaal Jacques Terlinden. Ze zijn de grootouders van aartsbisschop van Mechelen-Brussel Luc Terlinden.
In 1894 werd hij verkozen tot katholiek senator voor het arrondissement Brussel, een mandaat dat hij vervulde tot in 1900.